# Donna Lee (hockeyster)
Donna Lee (Boston, 27 juli 1960) is een voormalig hockeyspeelster uit de Verenigde Staten. Ze speelde als keepster.
Lee studeerde aan de Universiteit van Iowa, waar ze speelde voor het universiteitshockeyteam de Hawkeyes.
Op de Olympische Zomerspelen 1988 speelde Lee met het Amerikaans team.